# سنقر تالابی شرقی
سنقر تالابی شرقی (نام علمی: Circus spilonotus) پرنده‌ای شکاری است که از گروه سنقرهایی تالابی است. در گذشته در نظر گرفته می‌شد که هم‌گونه سنقر تالابی غربی (Circus aeruginosus) باشد، اما اکنون معمولاً به عنوان یک گونه جداگانه طبقه‌بندی می‌شود. دارای دو زیرگونه است: C.s. spilonotus در شرق آسیا و C. s. spilonotus (سنقر پاپوآیی، شاید یک گونه جداگانه) در گینه نو.
معمولاً بی‌صدا است، اما صدایی دارد که اغلب در جایگاه‌های شبگذرانی گفته می‌شود.
زیستگاه ترجیحی آن مناطق باز از جمله زمین‌های باتلاقی، شالیزارها و علفزار است.